# Yannick de Wit
Yannick de Wit (Zaanstad, 26 augustus 1986) is een Nederlandse voetballer die als middenvelder speelt. Sinds 2014 komt hij uit voor ASV De Dijk.
Vanaf 2005 speelde De Wit bij FC Volendam. Na het seizoen 2009/10 werd zijn contract daar niet verlengd. Om zich in de kijker bij andere voetbalclubs te spelen, speelde De Wit oefenwedstrijden met het team van de VVCS. In een van die oefenwedstrijden scheurde hij zijn kruisbanden af, waardoor hij een jaar lang moest revalideren. In het seizoen 2011/12 kwam hij op amateurbasis naar Go Ahead Eagles. In zijn eerste oefenwedstrijd voor die club, scheurde hij opnieuw zijn kruisbanden af. Hierdoor kwam hij voor Go Ahead niet tot speelminuten. Vanaf 2012 speelde de middenvelder twee seizoenen voor FC Emmen, waarvoor hij 32 wedstrijden speelde.

## Statistieken
| Seizoen                                               | Club            | Competitie     | Wedstrijden | Doelpunten |
| ----------------------------------------------------- | --------------- | -------------- | ----------- | ---------- |
| 2005/06                                               | FC Volendam     | Eerste divisie | 5           | 0          |
| 2006/07                                               | FC Volendam     | Eerste divisie | 19          | 1          |
| 2007/08                                               | FC Volendam     | Eerste divisie | 24          | 1          |
| 2008/09                                               | FC Volendam     | Eredivisie     | 13          | 1          |
| 2009/10                                               | FC Volendam     | Eerste divisie | 20          | 2          |
| 2010/11                                               | Go Ahead Eagles | Eerste divisie | 0           | 0          |
| 2012/13                                               | FC Emmen        | Eerste divisie | 17          | 0          |
| 2013/14                                               | FC Emmen        | Eerste divisie | 15          | 0          |
| Totaal                                                | Totaal          | Totaal         | 114         | 5          |
| Tabel voor het laatst bijgewerkt op 28 november 2012. |                 |                |             |            |